# Imago Museum
Imago Museum er et museum for impressionistisk og moderne kunst i byen Pescara i det centrale Italien, indviet i 2021.
Oprettet af fonden Fondazione Pescarabruzzo, der har udgangspunkt i finansverdenen, med midler fra Banca Caripe, en lokal bank i Pescara, der indgik i en større fusion i 2016. Museet har til huse i lokaler, der tidligere tjente som lokal hovedafdeling for Banco di Napoli i en prunkløs bygning i tre etager, overtaget af fonden i 2013. 

## Beskrivelse
Museet råder over et areal på omkring 1.200 m2, i det tidligere Palazzo dell' Banco di Napoli, et af byens mere prominente bygningsværker. Bygget i 1933 efter tegninger af ingeniøren Camillo Guerra, og betegnet som et eksempel på "rationalistisk" arkitektur. Grundplanen er rektangulær med udvendige buer med dobbelte buer og karme på vinduerne. Fraværet af dekorative elementer markerer et brud med den Art Nouveau arkitektur, der ellers dominerede i byen på det tidspunkt.
På pladsen Piazza Sacro Cuore, bag museet, findes statuen Le Fanciulle, skabt af den lokale kunstner Franco Summa. Den blev opstillet i maj 2021 som en byskulptur med en længde på omkring fem meter, med kvindelige egenskaber som tema. De to statuer i gruppen blev opstillet efter kunstnerens død og blev betalt af den fond, der også oprettede museet.

## Samlingen

### Skandinaviske kunstnere
Denne samling blev påbegyndt i 2010 af fonden Fundatione Pescarabruzzo, og omfatter 119 malerier, udført af mange af de kunstnere, der havde kontakt med Kunstnerkolonien i Civita d'Antino, skabt af Kristian Zahrtmann og aktiv mellem 1883 og 1913. Disse kunstneres værker er en af de vigtigste manifestationer af dansk kunst i Italien. Malerne lod sig inspirere af hverdagslivet, som for dem fremstod som ukompliceret, uforstyrret og gammeldags, og de gengav det i både landskabsbilleder og i scener fra livet i småbyerne. Udstillingen rummer værker af Zahrtmann, Peder Severin Krøyer, Joakim Skovgaard, Carl Budtz Møller og mange andre, fordelt over to etager.

### Moderne figurative kunstnere
Samlingen består af 131 værker, fordelt mellem 100 malerier, 20 grafiske værker og 11 skulpturer, doneret af Alfonso og Teresita Paglione. I alt 73 forskellige kunstnere er repræsenterede, og værkerne er typisk skabt i anden halvdel af det 20. århundrede. Stilarterne er varierede og spænder fra moralsk og politisk modstand mod det fascistiske diktatur, til tolkninger af klassiske italienske kunstværker og erfaringer fra Real Academia de Bellas Artes de San Fernando i Madrid. Der er også værker af nordamerikanske kunstnere som Larry Rivers, der indvarslede begyndelsen på Pop art.

### Den aktuelle udstilling
Museets første aktuelle udstilling, Andy Warhol og Mario Schifano mellem Pop Art og klassicisme kan ses på anden sal (Plan C), og omfatter 101 arbejder af Andy Warhol, bestående af serigrafier, fotografier, tegninger, plakater og titelblade, samt flere end 300 arbejder af den italienske kunstner Mario Schifano, bestående af fotografier, malerier og tegninger. Blandt Schifanos værker er også billederne af Matres Matutae, skabt mellem 1995 og 1996. Som en del af udstilligen kan man sammenligne billederne med de præ-romerske statuer af Matres Matutae, som inspirede Schifano, og som er udlånt af det regionale museum i Capua.